# Dionne Farris
Dionne Yvette Farris (conosciuta come Dionne Farris) (Plainfield, 4 dicembre 1969) è una cantautrice e produttrice discografica statunitense di genere R&B, candidata a un Grammy Award nel 1996 nella categoria "miglior interpretazione vocale pop femminile" per il brano I Know..

## Biografia
Nata a Plainfield, nel New Jersey, da Larraine e Richard Farris, fu chiamata Dionne in onore all'omonima cantante Dionne Warwick.
Iniziò la sua carriera nei primissimi anni novanta collaborando con il gruppo hip hop degli Arrested Development, in quel periodo alla ricerca di una voce femminile per la realizzazione di alcune tracce dell'album di debutto 3 Years, 5 Months and 2 Days in the Life Of...: Fishin' 4 Religion, Give a Man a Fish e Tennessee, quest'ultimo estratto come singolo e di buon successo commerciale. Nonostante non facesse ufficialmente parte della formazione, la cantante partecipò anche ad alcune esibizioni dal vivo del gruppo in eventi come gli MTV Movie Awards del 1992 o lo spettacolo televisivo The Arsenio Hall Show, e partecipando al loro tour nazionale.
Il lavoro insieme alla formazione hip hop le regalò una certa popolarità, al punto che le fu offerta dall'etichetta discografica degli Arrested Development Chrysalis Records la possibilità di realizzare un album come solista con la supervisione di Speech, uno dei componenti del gruppo. La cantante rifiutò la possibilità poiché intendeva avere carta bianca sulle scelte artistiche del suo lavoro, e nello stesso tempo a causa di dissidi con gli Arrested Development, interruppe la collaborazione.
La cantante incise quindi alcune demo per proporsi ad altre etichetta discografiche, tra cui alcune con David Harris e Milton Davis del gruppo Follow for Now, grazie alle quali ottenne un contratto con la Sony Music che le permise di pubblicare con la Columbia Records nel 1994 il suo album di debutto Wild Seed - Wild Flower. Il disco fu trainato dal singolo I Know, che ottenne un ottimo successo commerciale specialmente negli Stati Uniti d'America, dove raggiunse la quarta posizione della classifica Billboard Hot 100 nel 1995 entrando anche nella classifica ufficiale britannica dei singoli. La promozione del singolo negli Stati Uniti previde anche un'interpretazione del brano al Saturday Night Live andata in onda l'8 aprile 1995 e il successo del brano sfociò in una candidatura ad un Grammy Award nel 1996 nella categoria "miglior interpretazione vocale pop femminile", premio poi assegnato a Annie Lennox per No More "I Love You's". Nello stesso periodo, diversi suoi brani furono sfruttati nelle colonne sonore di documentari e pellicole cinematografiche. Nel 1997 realizzò il brano Hopeless, scritto da Van Hunt, apparso nella colonna sonora della commedia sentimentale Love Jones diretta da Theodore Witcher.
Nonostante il secondo album fosse pronto per la pubblicazione, l'uscita fu sospesa a causa di divergenze artistiche tra la cantante e la Columbia che culminò dopo un lungo periodo di controversie legali in una rescissione contrattuale. L'artista si dedicò quindi alla figlia avuta nel 1996 da una relazione con David Harris, con il quale aveva collaborato, sospendendo la produzione discografica ma mantenendo una attività dal vivo. La figlia, Tate Sequoya Farris, seguirà le orme della madre avviando una propria carriera musicale negli anni venti del ventunesimo secolo con lo pseudonimo Baby Tate.
Il secondo album venne finalmente pubblicato in formato digitale nel 2007 con il titolo For Truth if Not Love dalla Music World Entertainment, accompagnato dal singolo Stuck in the Middle. Successivamente, la cantante ha fondato l'etichetta discografica Free & Clear attraverso la quale ha realizzato alcuni nuovi album autoprodotti. Nel 2014 ha collaborato con il chitarrista Charlie Hunter per la realizzazione di un album tributo a Dionne Warwick, DionneDionne.

## Discografia

### Album in studio
- 1994 - Wild Seed - Wild Flower (Columbia)
- 2007 - For Truth if Not Love (Music World Entertainment)
- 2011 - Signs of Life (Free & Clear Records)
- 2013 - Dionne Get Your Gunn (Free & Clear)
- 2014 - DionneDionne (con Charlie Hunter) (Free & Clear)

### Mixtape
- 2011 - The Lady Dy, The Mixtape Pt. 1 (Free & Clear)

### Singoli
- 1995 - I Know
- 1995 - Don't Ever Touch Me Again
- 1996 - Passion
- 1996 - For Once in My Life
- 1997 - Hopeless
- 2007 - Stuck in the Middle

## Premi e riconoscimenti

### Candidature
1996
- Grammy Award alla miglior interpretazione vocale pop femminile per il brano I Know.[2]